# Stanisław Miller (profesor)

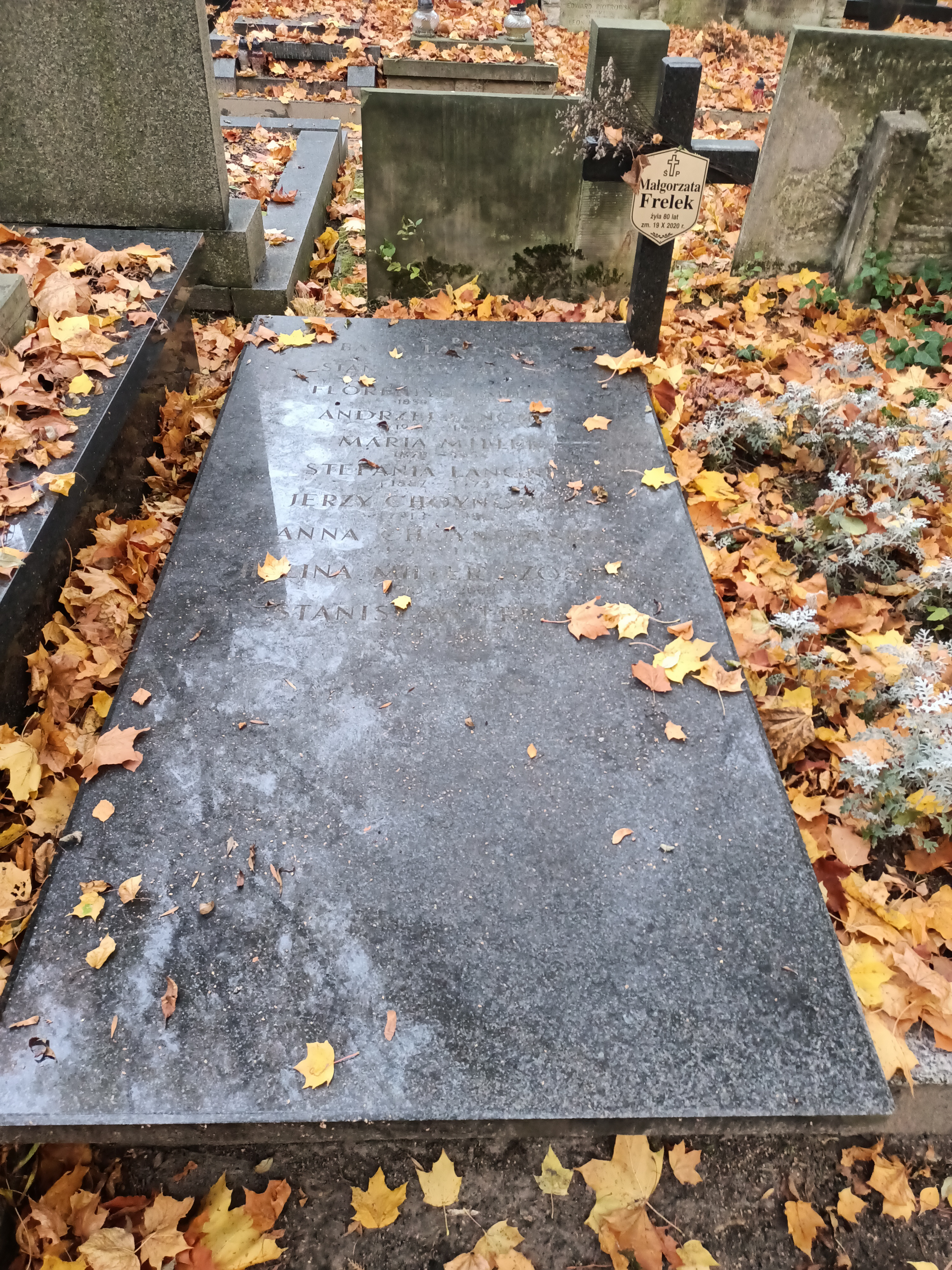
Grób Stanisława Millera na Cmentarzu Powązkowskim w Warszawie

Stanisław Kwiryn Miller (ur. 30 marca 1880 w Łodzi, zm. 13 sierpnia 1925 w Rudce) – polski inżynier budownictwa, specjalista z zakresu statyki budowli, profesor nadzwyczajny Politechniki Warszawskiej.

## Życiorys
Pochodził z rodziny kolejarskiej i życie zawodowe związał przede wszystkim z budownictwem kolejowym. W roku 1906 uzyskał dyplom inżyniera w Instytucie Inżynierów Komunikacji Cesarza Aleksandra I w Petersburgu, następnie pracował w instytucjach rządowych zajmujących się budownictwem komunikacyjnym na terenie Cesarstwa Rosyjskiego. Pierwszym jego zrealizowanym projektem był most przez Wisłę do twierdzy w Modlinie. Jako projektant mostów w Petersburskim Okręgu Komunikacji nadzorował prace budowlane nad jeziorem Ładoga i w Pskowie, a następnie podjął pracę w Zarządzie Głównym Towarzystwa Kolei Wschodnio-Chińskiej. Od 1911 był także nauczycielem akademickim w Katedrze Mechaniki Teoretycznej Instytutu Politechnicznego w Petersburgu.
Po powstaniu niepodległego państwa polskiego rozpoczął pracę w Ministerstwie Komunikacji w Warszawie i współtworzył Biuro Projektów Mostów Kolejowych. Od roku 1920 prowadził zajęcia dydaktyczne w nowo utworzonej Katedrze Statyki Budowli na Politechnice Warszawskiej. Jako wykładowca był bardzo popularny wśród studentów, zyskał opinię nauczyciela, który ciekawie prowadzi wykłady i skłania do samodzielnego myślenia.
Pochowany na cmentarzu Powązkowskim w Warszawie (kwatera 196-6-4/5).

## Stanowiska
- 1920-1923 - wykładowca statyki budowli na Wydziale Inżynierii Budowlanej (późniejszym Wydziale Inżynierii Lądowej) i Wydziale Inżynierii Wodnej Politechniki Warszawskiej[4]
- 1921-1922 - kierownik Katedry Statyki Budowli[1]

## Członkostwa
- Członek Akademii Nauk Technicznych (od roku 1920)

## Ważne publikacje
- O dwóch formach równości prac przygotowanych w zastosowaniu układów sprężystych, Sprawozdania i Prace, Warszawskie Towarzystwo Politechniczne
- W kwestii projektu Mostu Mikołajewskiego przez Newę
- Tunele kolei Ussuryjskiej
- Uwagi nad podstawami teoretycznymi statyczności sprężystej[1]